# زو مینگ
زو مینگ (انگلیسی: Xue Ming؛ زادهٔ ۲۳ فوریهٔ ۱۹۸۷) بازیکن والیبال اهل چین است.